# بوز (دهانه)
بوز یک دهانه برخوردی در ماه است.

## دهانه‌های اقماری
این دهانه ۳ دهانه اقماری دارد.
| Bose | عرض جغرافیایی | طول جغرافیایی | قطر          |
| ---- | ------------- | ------------- | ------------ |
| A    | ۴۹٫۳° S       | ۱۶۶٫۵° W      | ۲۸٫۰ کیلومتر |
| U    | ۵۲٫۸° S       | ۱۷۴٫۶° W      | ۳۸٫۰ کیلومتر |
| D    | ۵۲٫۷° S       | ۱۶۶٫۱° W      | ۲۰٫۰ کیلومتر |